# نزلة الداودية
قرية نزلة الداودية هي إحدى القرى التابعة لمركز المنيا بمحافظة المنيا في جمهورية مصر العربية. حسب إحصاءات سنة 2006، بلغ إجمالي السكان في نزلة الداودية 4518 نسمة، منهم 2380 رجلا و2138 امرأة.